# Castillo Brims
El castillo de Brims es una casa-torre del siglo XVI actualmente en ruinas y situada en Brims Ness, en la región de las Highlands (Escocia), al sur de Pentland Firth, a unas 5 millas (8,0 km) al noroeste de Thurso.

## Historia
El castillo original fue originalmente propiedad de los Sinclair, pasando a diferentes ramas de la familia. Estuvo ocupado hasta después de 1970. A finales del siglo XX se ocupó como parte de la granja adyacente, pero se ha ido arruinando y se encuentra en un estado peligroso.

## Estructura
Brims Ness es un promontorio. El castillo que había en él tenía tres pisos y una buhardilla. Había un ala de escalera cuadrada con una torre de vigilancia en la parte superior, pero ésta fue sustituida por un tejado a dos aguas. La entrada, situada en el cruce del bloque principal con la jamba de la escalera, tiene una torreta abierta semicircular. En el norte había un patio, ahora lleno de edificios posteriores, que tenía una puerta de acceso al mar.
Una escalera de madera móvil permitía la entrada en el primer piso. El salón, en el primer piso, estaba conectado por una escalera privada con el sótano abovedado. Al parecer, había un dormitorio en cada uno de los pisos superiores, y se cree que habría un alojamiento de dormitorio adosado, junto con la cocina, en el patio.
Los terrenos contienen un cementerio y una capilla en ruinas, dedicada a San Juan.

## Tradición
Se dice que una dama blanca, el fantasma de la hija de James Sinclair de Uttersquoy, frecuenta el edificio. Supuestamente, Patrick Sinclair de Brims era su amante, pero la asesinó y ocultó su cuerpo en el castillo cuando se cansó de ella.